# Microcavia niata
Microcavia niata és una espècie de mamífer rosegador de la família dels càvids. Viu a Bolívia i Xile. Es tracta d'un animal que viu en colònies. Els seus hàbitats naturals són els herbassars i els aiguamolls de l'altiplà andí, a entre 3.500 i 4.000 msnm. Es creu que no hi ha cap amenaça per a la supervivència d'aquesta espècie.